# Erigoanna
Erigoanna, neidentificirano pleme američkih Indijanaca poznato tek iz francuskih izvora, odnosno La Salleove ekspedicije. Erigone su 1687. bili neprijatelji Ebahamo Indijanaca, jednog od Karankawan plemena koje je živjelo u blizini René Robert Cavelier Sieur de La SalleSalleove utvrde Fort St. Louis, koju je ovaj utemeljio 1685. Grupa Ebahamo ratnika rekla je La Salleu da njihovi neprijatelji žive dalje u unutrašnjosti, prema sjeverozapadu, pa se sumnja da je taj naziv tek francuski oblik imena Indijanaca Aranama, plemena iz grupe Coahuiltecan, koje je u ranom 18. stoljeću živjelo na znatnoj udaljenosti zapadno i sjeverozapadno od Ebahama. 

## Vanjske poveznice
- Erigoanna Indians